# Minami-ku (Kyoto)
Pour les articles homonymes, voir Minami-ku (homonymie).
Minami (南区, Minami-ku) est l'un des onze arrondissement de la ville de Kyōto, dans la préfecture éponyme au Japon. Son nom signifie « quartier sud ». Il fut créé en 1955 par sa séparation d'avec Shimogyō-ku.
En avril 2008, le quartier avait une population de 98 320 personnes. Les rivières Kamo et Katsura le traversent. On y trouve plusieurs temples et lieux historiques.
À noter que de nombreuses autres villes au Japon possèdent également un « quartier sud », dont notamment Yokohama.

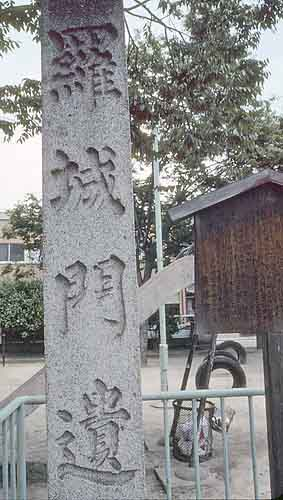
Cette pierre marque l'emplacement de l'ancienne Rajōmon, une des portes de la ville de Kyoto immortalisée dans le film homonyme d'Akira Kurosawa.

Emplacement de Minami-ku à Kyōto.

## Géographie
Minami-ku est bordé à l'est par le fleuve Kamo, à l'ouest par le fleuve Katsura (quelques-uns pensent qu'il se prolonge au-delà de ce fleuve à certains endroits), au nord par la rue Hachijō et la ligne JR de métro de Kyoto (menant à la gare de Kyoto), et au sud par l'autoroute Meishin (quelques-uns[Qui ?] pensent qu'il se prolonge au-delà de cette autoroute à certains endroits).
La partie sud de la ville de Kyoto (Minami-ku y compris) est parfois nommé Rakunan. Ce secteur est le seul côté de Kyoto non bordé de montagnes, une caractéristique qui a historiquement fait de Rakunan un important lieu de passage à Kyoto.
À l'est de Minami-ku se trouve Higashiyama-ku et, au sud-est, Fushimi-ku.

## Population
Minami-ku est plus peuplé par la classe ouvrière comparé à d'autres quartiers de Kyoto. Une grande population de ressortissants coréens appelés Zainichi y habite. Au lieu des habituels restaurants et clubs, les terrains près du fleuve Kamo sont occupés par des usines et des bâtiments industriels. Les zones résidentielles comprennent des maisons et des appartements standards et parfois des projets de logements subventionnés par le gouvernement.
La zone allant de la rue Kujo à la station de Toji et au fleuve Kamo est nommée Higashi (Est) Kujo. Ce secteur est surtout habité par la classe ouvrière et abrite beaucoup de ressortissants coréens et d'ouvriers de la société japonaise. Ainsi, il est surnommé « la ville internationale de Kyoto ».

## Lieux remarquables
Comparé à d'autres arrondissements de Kyoto, Minami-ku manque de sites touristiques, à l'exception notable du temple Tō-ji.
La mairie de Minami-ku est située sur la Route 1, près de l'intersection avec la rue Kujō. Le Centre de prévention des catastrophes de la ville de Kyoto est également à Minami-ku, près de l'intersection de la Route 1 et de la rue Jujō. Il y a également le siège social de Nintendo.
L'ancienne Rajōmon est située à l'entrée sud de la ville.